# Epibryon polyphagum
Epibryon polyphagum är en svampart som beskrevs av Döbbeler 1978. Epibryon polyphagum ingår i släktet Epibryon och familjen Pseudoperisporiaceae.   Inga underarter finns listade i Catalogue of Life.